# Gare de Barkald
La Gare de  Barkald est une gare ferroviaire norvégienne, fermée et désaffectée, de la ligne de Røros. Elle est située sur le territoire de la commune de Alvdal dans le Hedmark. 
La gare est ouverte le 1er juillet 1878. Suivant les époques, elle a plusieurs reprises le statut de halte. La dernière fois en 2002, mais le manque de passagers semble avoir eu raison de son statut.
La gare a été conçue par Peter Andreas Blix à l'instar de plusieurs autres gare de la ligne de Røros. Le bâtiment est aujourd'hui une propriété privée.